# Selemani Ndikumana
Selemani ("Yamin") Ndikumana (18 maart 1987) is een Burundese voetballer die in de periode 2009-2010 uitkwam voor het Belgische K. Lierse SK. Momenteel komt Ndikumana uit voor het Rwandese APR FC.

## Statistieken
| seizoen | club         | land      | competitie  | wed | goals |
| ------- | ------------ | --------- | ----------- | --- | ----- |
| 2008/09 | Molde FK     | Noorwegen | Tippeligaen | 1   | 0     |
| 2008/09 | K. Lierse SK | België    | Exqi League | 4   | 1     |
| 2009/10 | K. Lierse SK | België    | Exqi League | 9   | 0     |
|         |              |           | Totaal      | 14  | 1     |

Laatst bijgewerkt 14-04-10